# Aulo Didio Gallo Fabricio Veiento
Aulo Didio Gallo Fabricio Veiento (latino: Aulus Didius Gallus Fabricius Veiento; ... – dopo il 98) fu un eloquente e intraprendente senatore romano, tre volte console suffetto vissuto durante il I secolo d.C...
Fabricio Veiento potrebbe essere stato figlio o nipote di Aulo Didio Gallo e probabilmente adottato da un Fabricio Veiento. Come pretore sotto l'imperatore Nerone, si fece beffe delle corse dei cani da corsa.
Nel 62 Fabricio Veiento fu bandito perché, secondo lo storico Tacito,
"aveva detto molte cose onorevoli contro senatori e sacerdoti nei suoi scritti, ai quali aveva dato il titolo di Testamenti". Inoltre, il procuratore Tullio Gemino sostenne che Fabricius Veiento aveva trafficato con le grazie dell'imperatore e con i diritti di candidatura. Questo fu il motivo per cui Nerone presiedette il processo e, essendo Fabricius Veiento condannato, lo espulse dall'Italia e fece bruciare i suoi libri, che erano ricercati e letti avidamente finché potevano essere ottenuti solo a rischio; in seguito il permesso di possederli fece sì che venissero dimenticati".
Graziato dall'imperatore Vespasiano, Fabricio Veiento svolse sotto di lui il suo primo consolato suffetto. Sotto gli imperatori Tito e Domiziano fu console suffetto altre due volte, nell'80 e nell'83. Come comes prese parte alla guerra germanica di Domiziano nell'83 o nell'89. In questo contesto, durante una visita di Stato a Mogontiacum, fece un'ampia offerta votiva nel tempio della dea vangionica Nemetona, che è un esempio dell'ampia accettazione delle divinità autoctone da parte dell'amministrazione romana.
Sebbene Fabricio Veiento fosse un membro del Consilium principis (staff di consiglieri) di Domiziano, rimase indisturbato sotto gli imperatori Nerva e Traiano. Fabricio Veiento fu inoltre membro dei Quindecimviri sacris faciundis e dei Sodales Augustales (sacerdoti imperiali). 